# آرتور مونتنی
آرتور مونتنی (انگلیسی: Arthur Mounteney; ۱۱ فوریهٔ ۱۸۸۳ – ۱ ژوئن ۱۹۳۳) بازیکن فوتبال اهل بریتانیا بود.
از باشگاه‌هایی که در آن بازی کرده‌است می‌توان به باشگاه فوتبال پورتسموث، باشگاه فوتبال پرستون نورث اند، باشگاه فوتبال گریمزبی تاون، باشگاه فوتبال بیرمنگام سیتی، و باشگاه فوتبال لستر سیتی اشاره کرد.